# トイレットトトレイン
トイレットトトレインは、お笑い芸人ダーリンハニーの吉川正洋、同じくお笑い芸人どきどきキャンプの佐藤満春、ミュージシャンRAG FAIR TTREの土屋礼央が電車とトイレと「ト」に始まる事柄に関するトークを繰り広げるトークライブ。

## 概要
2011年6月9日に阿佐ヶ谷Loft Aで始まったトークライブであり、立ち上げメンバーは吉川と佐藤の2人である。
主にスクリーンに映像や資料を映し出しトレインとトイレと「ト」から始まる事柄についてプレゼンをするスタイル。
ゲストを迎えており、初回のゲストは佐藤と同じ日本トイレ協会会員のRAG FAIRの引地洋輔。
土屋は4回目、5回目公演のゲストだったが5回目出演からレギュラー入りとなる。
2017年3月19日公演からはLOFT9 Shibuyaでも行うようになり、同年5月5日には下北沢本多劇場、2018年4月20日には北沢タウンホールと活動会場を広げている。本多劇場、北沢タウンホールでは2人以上のゲストを招いている。

## 出演者
- 吉川正洋（ダーリンハニー）
  - 太田プロ所属のお笑い芸人。幼い頃から鉄道が好きで現在は鉄道関連のテレビ等に多く出演。日本テレビ「笑神様は突然に・・・」内の鉄道BIG4の一員。
  - 架空鉄でもあり、吉川鉄道という架空の鉄道会社を設立し、架空の路線を作っており、本物の路線図のように清書されている。
  - プレゼンでは鉄道会社の社歌や駅名でしりとりなど一風変わった目線で鉄道のことを伝えている。
- 佐藤満春（どきどきキャンプ）
  - ケイダッシュステージ所属のお笑い芸人。日本トイレ協会にも所属しておりトイレに精通している。
  - お笑い芸人の傍ら、放送作家も務めている。プレゼンでは説明項目を複数挙げ、トイレの推移やトイレ会社の節水機能の良さ、トイレ掃除の仕方などを伝えている。
  - Loft開催で飲み物を頼む際、アルコールにするかソフトドリンクにするか悩み抜いてお湯を頼むのが恒例ネタである。
- 土屋礼央 (RAG FAIR TTRE)
  - ワタナベエンターテインメント所属のミュージシャン。実家が西武線沿線の駅にあり、引っ越すたびに西武線沿線の駅の近くのため西武鉄道が好きになる。
  - 鉄道好きの中でも特殊な鉄道会社の企業努力が好きな企業努力鉄である。
  - 吉川と2人で鉄道の話をすると鉄道比率が多くなるため、トレインとトイレ以外の「ト」がつく事柄、都内のカラス事情、土地の怖い名前等をプレゼンしているが、本多劇場公演では途中経過下北沢駅として、当時改修工事を行っていた下北沢駅の利便さをプレゼンしている。

### トトトトト ～トイレットトトレイントクベツヘントークトレイル～
2017年5月5日に行われた特別編。下北沢本多劇場で開催するにあたり、ゲストを多数招待。そのゲストも「ト」にまつわる事柄に関してプレゼンをする事となる。2部構成となっており、1部は通常通りプレゼン、2部は佐藤が所属しているサトミツ＆ザ・トイレッツと土屋礼央のライブになっていた。
- 水野良樹(いきものがかり) トッテモこの場が場違い代表
  - 土屋と知り合いで、地下鉄の改札で出合い頭にハイタッチをしてすれ違ったことがあり、トトトの3人に雰囲気が似ているというだけで呼ばれた。
  - 場違い代表として呼ばれていたが高柳明音の鳥(インコ)のプレゼンでインコを飼っていることが判明し、場違い代表ではなくなった。
- 高柳明音(SKE48)  トリ（鳥）好き代表
  - インコを飼っており、飼っているインコの鳴き真似が上手いため呼ばれた。
  - あだ名が「ちゅり」でその由来やインコのアイスなどを紹介した。
- 宮島咲良 トクサツ(特撮)代表
  - フリーアナウンサー。土屋が以前ネットインタビューで共演をしたことがきっかけで呼ばれた。特撮ヒーローが好きで敵キャラが倒される時のセリフを紹介した。
- 引地洋輔 トイレ好きアーティスト代表
  - トトト初回ゲスト。トイレ好き代表として佐藤のプレゼンのサポート役として呼ばれた。初回以来の出演となる。

## 公演一覧
| ＃ | 公演日         | ゲスト                              | 備考                                                                                       |
| -- | -------------- | ----------------------------------- | ------------------------------------------------------------------------------------------ |
| 1  | 2011年6月7日   | 引地洋輔                            | 佐藤と同じ日本トイレ協会の会員                                                             |
| 2  | 2011年9月16日  | 六角精児                            |                                                                                            |
| 3  | 2012年3月15日  | ウド鈴木                            | テレビ朝に「アメトーク」の「トイレの神様芸人」で佐藤と共演をしたのがきっかけ               |
| 4  | 2012年11月13日 | 土屋礼央                            |                                                                                            |
| 5  | 2013年4月15日  | 土屋礼央 春日俊彰                   | この回からレギュラー出演が決定                                                             |
| 6  | 2013年5月20日  | ゲストなし                          | 番外編の為トトトイガイとなる。トレインとトイレ以外の「ト」についてトークをした             |
| 7  | 2013年11月19日 | ゲストなし                          |                                                                                            |
| 8  | 2014年8月13日  | 市川宏雄                            | 番外編の為トレイントレインとなる。佐藤は不参加                                             |
| 9  | 2014年12月10日 | ゲストなし                          | 番外編の為トトとなる。トイレと土地についてトークをした。吉川は不参加。                     |
| 10 | 2017年3月13日  | ゲストなし                          |                                                                                            |
| 11 | 2017年5月5日   | 水野良樹 高柳明音 宮島咲良 引地洋輔 | 下北沢本多劇場で開催。トトトトト～トイレットトトレイントクベツヘントークトレイル～となる。 |
| 12 | 2017年8月19日  | 中村中                              | この回からLoft9 Shibuyaでも開催されるようになる                                            |
| 13 | 2017年11月15日 | 中村繪里子                          | Loft9 Shibuyaで開催                                                                        |
| 14 | 2018年2月1日   | 尾形貴弘                            |                                                                                            |
| 15 | 2018年4月20日  | 廣田あいか 蛭子能収                 | 下北沢 北沢タウンホールで開催                                                              |
| 16 | 2018年7月5日   | 岩井ジョニ男                        |                                                                                            |
| 17 | 2018年10月10日 | バニラビーンズ レナ                 |                                                                                            |
| 18 | 2019年 1月23日 | 野呂佳代                            |                                                                                            |
| 19 | 2019年 4月15日 | ぷりあでぃす玲奈                    |                                                                                            |
| 20 | 2019年 7月18日 | ずん 飯尾和樹                       |                                                                                            |
| 21 | 2019年11月18日 | アンガールズ 田中卓志               |                                                                                            |
| 22 | 2020年 2月17日 | 岸洋佑                              |                                                                                            |